# فریازینو
شهر فریازینو (به روسی: Фрязино) در کشور روسیه و در اوبلاست مسکو واقع شده‌است.

## جستارهای وابسته

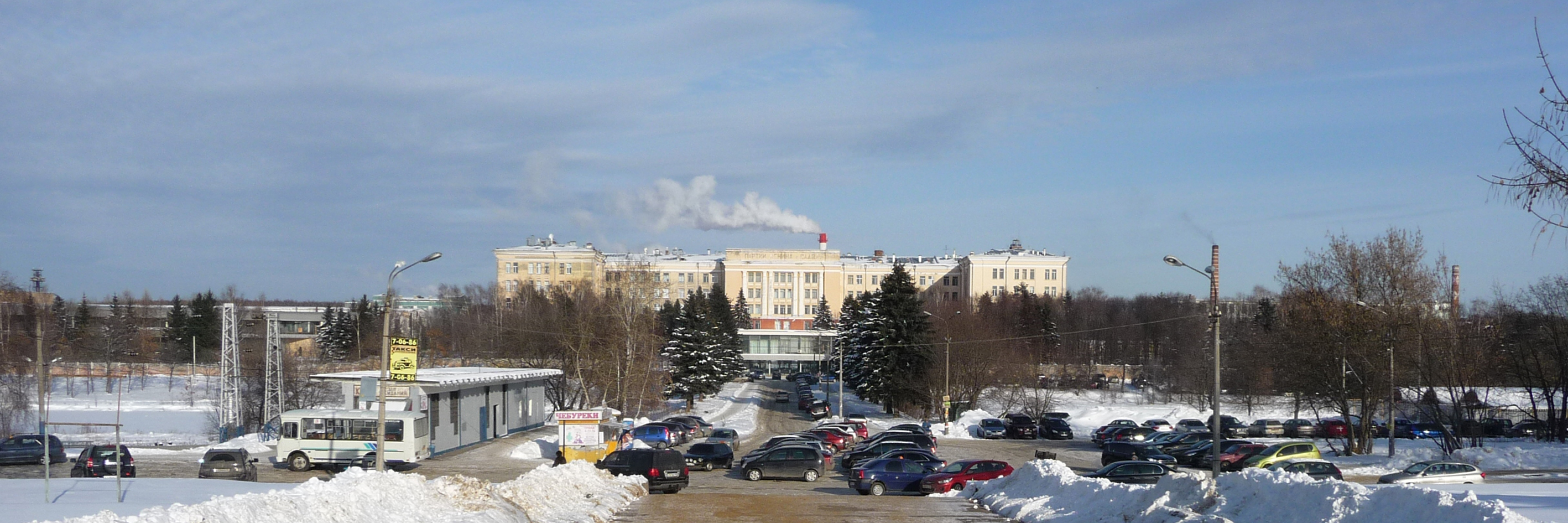